# David Hedison

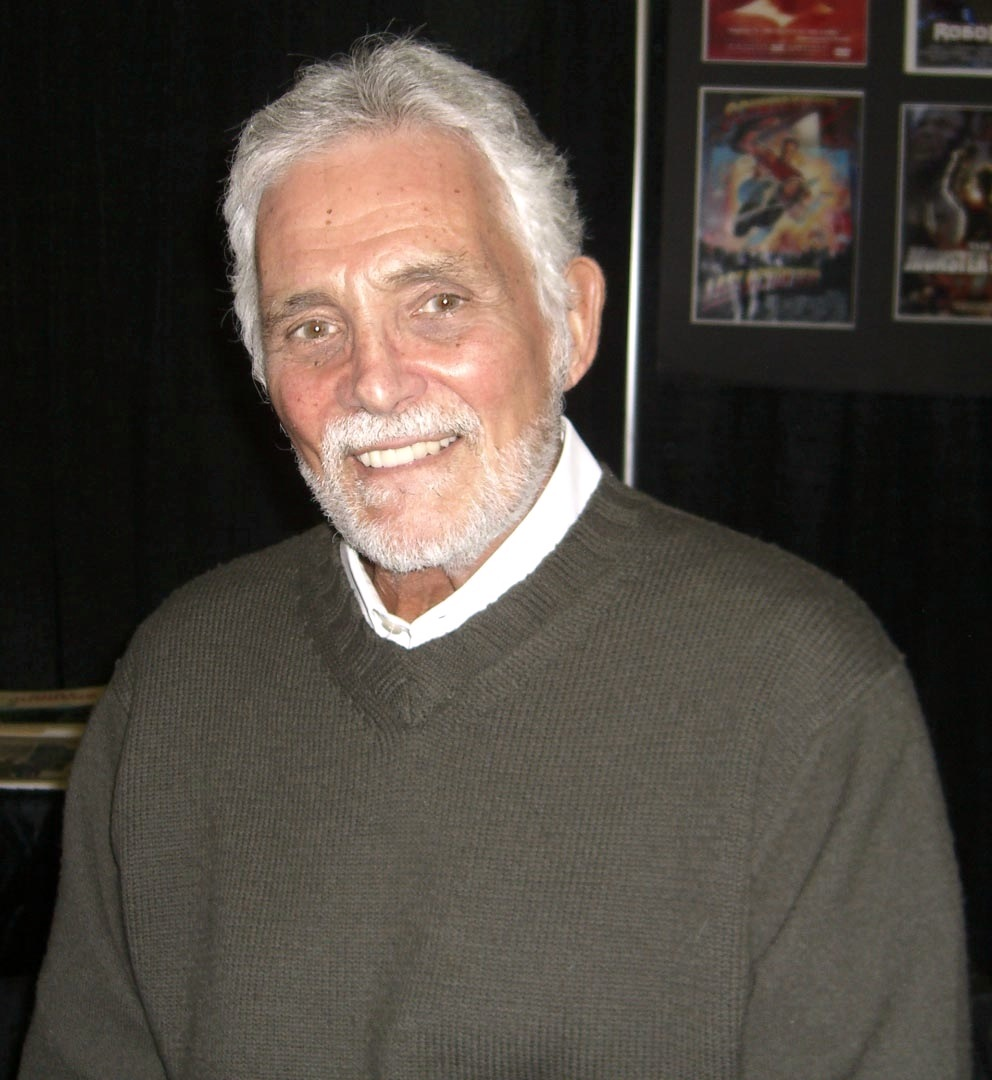
David Hedison (2009)

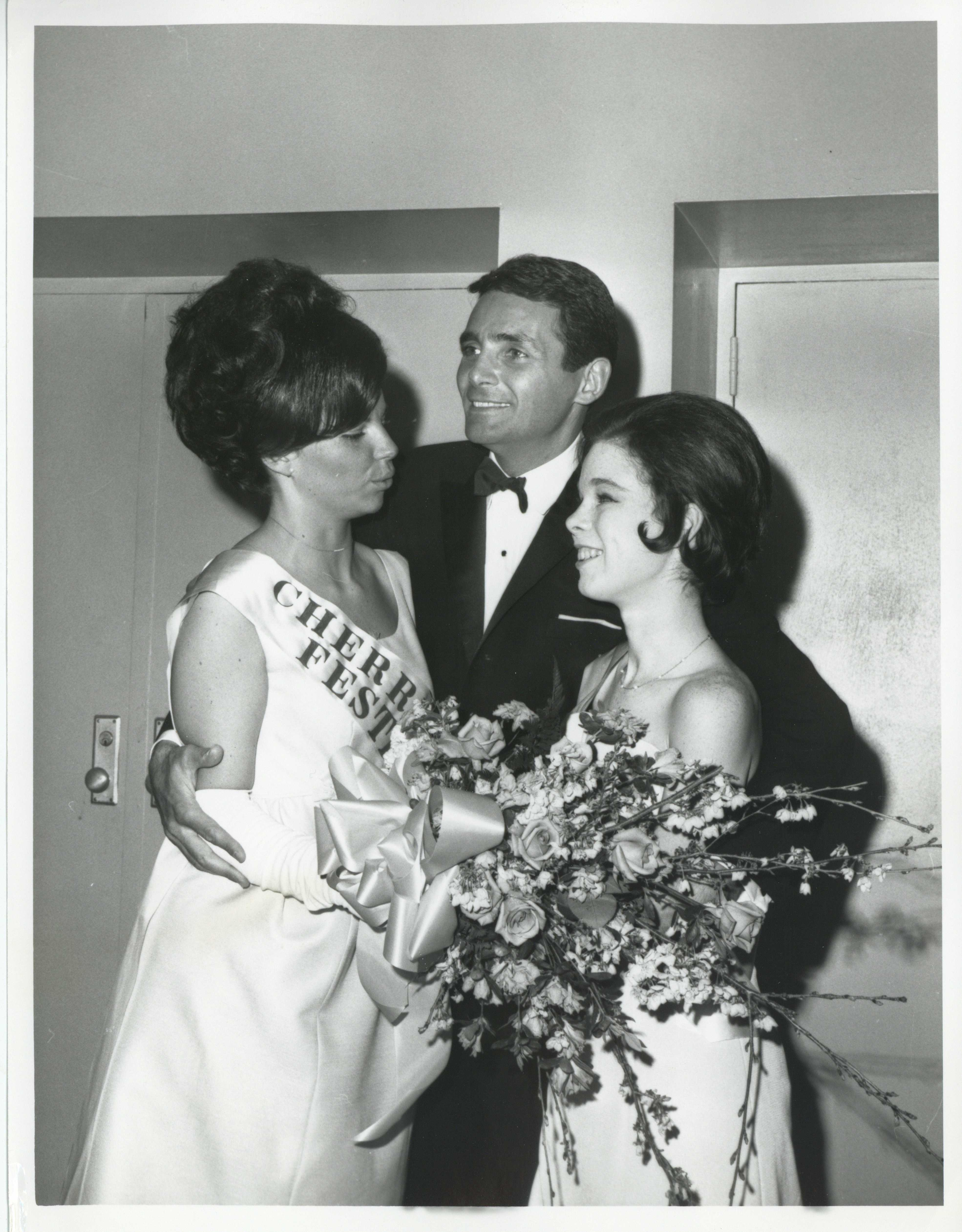
David Hedison (undatiertes Foto)

David Hedison, zeitweise auch bekannt als Al Hedison (* 20. Mai 1927 in Providence, Rhode Island; eigentlich Albert David Hedison, Jr.; † 18. Juli 2019 in Los Angeles, Kalifornien), war ein US-amerikanischer Schauspieler armenischer Herkunft.

## Leben und Karriere
In einigen Publikationen wird er mit dem Geburtsnamen „Ara Heditsian“ gelistet. Nach manchen Quellen änderte der armenische Großvater den Familiennamen von Heditsian zu Hedison, weil viele Menschen den ursprünglichen Familiennamen fälschlicherweise als „Hedison“ aussprachen, nach anderen Quellen hielt man den ursprünglichen Namen beim Filmstudio 20th Century Fox für zu fremdartig, sodass er in Al Hedison geändert wurde. Noch unter dem Namen Al Hedison erhielt er den Theatre World Award als vielversprechendster Neuling in dem Shakespeare-Theaterstück Viel Lärm um nichts (Much Ado About Nothing).
Hedison unterschrieb einen Filmvertrag mit der 20th Century Fox und machte sein Filmdebüt 1957 in dem Kriegsstreifen Duell im Atlantik. Im darauffolgenden Jahr kam er in der Titelrolle des unglückseligen Wissenschaftlers Andre Delambre in Kurt Neumanns Science-Horror-Thriller Die Fliege zu nachhaltigem Kultruhm, weil er die Rolle weitgehend mit Krallenhand und schwarzem Tuch über einer Fliegenmaske ausgestaltete. Im Laufe seiner Zeit bei 20th Century Fox wurde ihm auch der Künstlervorname David verpasst.
Hedison kam zu weiteren Filmrollen, allerdings ohne den großen Durchbruch zum Hollywood-Star zu schaffen. Erfolgreicher war er auf der Fernsehleinwand mit der Hauptrolle als Captain Lee B. Crane in der Serie Die Seaview – In geheimer Mission, die zwischen 1964 und 1968 lief. 1973 verkörperte Hedison den Charakter des amerikanischen Agenten Felix Leiter in Leben und sterben lassen an der Seite von Roger Moore; 1989 kehrte er in Lizenz zum Töten in die Rolle zurück, wobei Timothy Dalton als Bond zu sehen war. Bis zu Ein Quantum Trost (2008) war Hedison der einzige Schauspieler, der Felix Leiter in zwei James-Bond-Filmen gespielt hat. Mit dieser Produktion zog Jeffrey Wright mit ihm gleich, ehe dieser in Keine Zeit zu sterben seinen dritten Auftritt hatte.
Hedison war in den 1970er- und 1980er-Jahren ein viel gebuchter Gaststar in Serien wie Drei Engel für Charlie, Ein Colt für alle Fälle oder Mord ist ihr Hobby. Ab den 1990ern reduzierte er sein Drehpensum, blieb aber mit gelegentlichen Rollen bis ins hohe Alter tätig. Im Jahr 2004 wirkte er an 50 Episoden der Serie Schatten der Leidenschaft mit. Seit Mitte der 1950er Jahre war er bis einschließlich 2017 in mehr als 90 Film- und Fernsehproduktionen zu sehen.
Hedisons Ehefrau starb 2016; er war mit ihr seit 1968 verheiratet. Von ihren beiden Töchtern wurde Alexandra Hedison, die mit Jodie Foster verheiratet ist, ebenfalls Schauspielerin. David Hedison starb im Juli 2019 im Alter von 92 Jahren in Los Angeles.

## Filmografie (Auswahl)
- 1954: Danger (Fernsehserie, 1 Folge)
- 1957: Duell im Atlantik (The Enemy Below)
- 1958: Die Fliege (The Fly)
- 1958: Der Sohn von Robin Hood (The Son of Robin Hood)
- 1959–1960: Five Fingers (Fernsehserie, 16 Folgen)
- 1960: Versunkene Welt (The Lost World)
- 1961: Teufelskerle in Fernost (Marines, Let’s Go)
- 1962: Perry Mason (Fernsehserie, Folge 6x06)
- 1964: Simon Templar (The Saint, Fernsehserie, Folge 2x19)
- 1964–1968: Die Seaview – In geheimer Mission (Voyage to the Bottom of the Sea, Fernsehserie, 110 Folgen)
- 1965: Die größte Geschichte aller Zeiten (The Greatest Story Ever Told)
- 1970: Kemek
- 1972/1973: FBI (The F.B.I., Fernsehserie, 2 Folgen)
- 1973: Crime Club (Fernsehfilm)
- 1973: Leben und sterben lassen (Live and Let Die)
- 1973: Die Katzengöttin (The Cat Creature, Fernsehfilm)
- 1973: The New Perry Mason (Fernsehserie, Folge 1x12)
- 1973–1975: Cannon (Fernsehserie, 3 Folgen)
- 1975: Das Geheimnis der Queen Anne (Adventures of the Queen, Fernsehfilm)
- 1975: Am Abgrund des Todes (The Lives of Jenny Dolan, Fernsehfilm)
- 1976: Eine amerikanische Familie (Family, Fernsehserie, 2 Folgen)
- 1977: Barnaby Jones (Fernsehserie, Folge 5x12)
- 1977: Wonder Woman (Fernsehserie, Folge 2x07)
- 1977–1985: Love Boat (The Love Boat, Fernsehserie, 7 Folgen)
- 1978/1981: Drei Engel für Charlie (Charlie’s Angels, Fernsehserie, 2 Folgen)
- 1978–1984: Fantasy Island (Fernsehserie, 6 Folgen)
- 1980: Sprengkommando Atlantik (North Sea Hijack)
- 1982: Hart aber herzlich (Hart to Hart, Fernsehserie, Folge 3x13 Kosmetische Operationen)
- 1982: T. J. Hooker (Fernsehserie, Folge 1x01)
- 1982–1986: Ein Colt für alle Fälle (The Fall Guy, Fernsehserie, 3 Folgen: 1x17, 3x21, 4x13)
- 1983: Der Denver-Clan (Dynasty, Fernsehserie, 2 Folgen)
- 1983: Beste Spieler weit und breit – Sein größtes Abenteuer (Kenny Rogers as The Gambler: The Adventure Continues, Fernsehfilm)
- 1984: Das nackte Gesicht (The Naked Face)
- 1985: Simon & Simon (Fernsehserie, 2 Folgen)
- 1985: Knight Rider (Fernsehserie, Folge 3x20)
- 1985: A.D. – Anno Domini (A.D., Miniserie, 4 Folgen)
- 1985: Das A-Team (The A-Team, Fernsehserie, Folge 4x09)
- 1985: Trapper John, M.D. (Fernsehserie, Folge 7x08)
- 1985/1987: Hotel (Fernsehserie, 2 Folgen)
- 1985–1987: Die Colbys – Das Imperium (The Colbys, Fernsehserie, 9 Folgen)
- 1986: Smart Alec
- 1986–1989: Mord ist ihr Hobby (Murder, She Wrote, Fernsehserie, 3 Folgen)
- 1987: Wer ist hier der Boss? (Who’s the Boss?, Fernsehserie, Folge 3x23)
- 1989: Lizenz zum Töten (Licence to Kill)
- 1991–1995: Another World (Fernsehserie, 72 Folgen)
- 1999: Fugitive Mind – Der Weg ins Jenseits (Fugitive Mind)
- 2000: Mach 2
- 2001: Megiddo – Das Ende der Welt (Megiddo: The Omega Code 2)
- 2004: Schatten der Leidenschaft (The Young and the Restless, Fernsehserie, 50 Folgen)
- 2017: Confessions of a Teenage Jesus Jerk